# Il riso

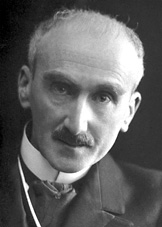
Henri Bergson

Il riso, Saggio sul significato del comico (Le rire: Essai sur la signification du comique, 1900) è un saggio di Henri Bergson precedentemente apparso sulla rivista "Revue de Paris".
È diviso in tre capitoli:
- I Capitolo: Del comico in generale; Il comico delle forme e il comico dei movimenti; Forza d'espansione del comico.
- II Capitolo: Il comico di situazione e il comico di parola.
- III Capitolo: Il comico di carattere.

## Contenuto
Il saggio si propone come riflessione sulla natura del riso e sulle cause che portano gli esseri umani a ridere. Bergson dichiara però di non volere dare una definizione al fenomeno, ma di volerlo descrivere, in quanto qualcosa di "vivente"
(Henri Bergson, Il riso)

### Tesi principali
- "Non vi è nulla di comico al di fuori di ciò che è propriamente umano"- Il riso nasce di fronte a ciò che è direttamente o indirettamente appartenente all'ambito umano. Difficilmente si ride di oggetti , e quando accade, è perché si vedi in essi un prodotto dell'essere umano, una sua forma di ricerca o una sua proiezione.

(Henri Bergson, Il riso)
- L'opposizione tra rigidità e flessibilità- La tesi principale alla base dell'argomentazione di Bergson sulla natura del riso è il rapporto tra meccanismo e vita. Il meccanismo è automatico, rigido, e si ripete sempre uguale, la vita invece è spontanea, flessibile, mutevole, sempre in movimento, unica ed irripetibile. All'interno di questa dicotomia, il comico si presenta come una rigidità e il riso la sua correzione. Solo ciò che viene compiuto automaticamente è risibile. Il concetto di automatismo e rigidità vengono messi da Bergson in correlazione con la distrazione e l'insocievolezza.
- Il riso e il comico sono l'opposto dell'immedesimazione e dell'empatia (dicotomia già presente nell'arte greca tra commedia e tragedia). Per ridere bisogna rimanere spettatori e non provare empatia nei confronti di chi è di fronte a noi. Il riso è una sospensione temporanea della simpatia.

(Henri Bergson, "Saggio sul significato del comico")
- Il riso è sempre il riso di un gruppo, di una comunità, e rafforza le relazioni sociali tra coloro che ridono.
- Il comico è inconscio- Bergson osserva come i personaggi comici siano tali perché non si rendano conto di esserlo. Essi ignorano se stessi, il pubblico invece ha una conoscenza in più rispetto al personaggio ed è per quanto portato a ridere . Di nuovo, lo spettatore non prova quello che prova il personaggio comico, e per questo ride, perché è sospeso il rapporto di simpatia.
- La funzione sociale del riso- Il riso ha un significato e una portata sociali. Il comico esprime una particolare inadeguatezza della persona alla società e il riso è la dissoluzione di questa inadeguatezza. Il riso è sempre un po' umiliante per colui che ne è oggetto, ed è una sorta di "vessazione sociale"[1]. Il riso implica l'intenzione di umiliare e di correggere esteriormente qualcosa che viene sentito come asociale e sbagliato.
- L'opposizione tra generalità e individualità- La generalità è propria dei personaggi della commedia, l'individualità invece è propria dei personaggi della tragedia. I personaggi comici agiscono secondo schemi comuni, gesti tipici, caratteristiche predefinite, che gli vengono imposte rigidamente dall'esterno, i loro vizi per esempio non sono i loro vizi personali, ma concetti generali di vizi secondo i quali viene fatto agire.

### Capitolo I

#### Comico delle forme- ossia qual è la forma che fa ridere
La risposta a questa domanda è per Bergson che può diventare comica ogni deformità che una persona riesca a contraffare. Un esempio è quello del gobbo, che fa ridere perché sembra un uomo che ha un brutto portamento, come se la schiena avesse inizialmente solamente preso una brutta piega e sia però rimasta tale per ostinazione e rigidità materiale. Ricollegando questa osservazione alla dicotomia meccanismo/vita, la schiena del gobbo è diventata rigida, si è fissata, e ha per questo qualcosa di comico. Il comico è l'opposto della grazia e nasce quando un aspetto corporeo, materiale, rigido, si oppone alla natura della vita, che è movimento.

#### Comico dei movimenti
("Il riso", Pagina 31)
Il comico nasce quando un automatismo (un'azione automatica) si installa nella vita o la imita, ossia imita un processo che non è automatico ma libero e flessibile. Un'imitazione per esempio fa ridere perché rende meccanici gesti e movimenti di una persona che normalmente li fa spontaneamente. L'imitazione estrapola questi gesti dal suo contesto, li estranea dalla personalità della persona e li ripropone in maniera uniforme e ripetitiva, magari anche esagerata, e in questo c'è il comico che ci porta a ridere. La vita generalmente non si ripete in maniera uguale, e questo lo sappiamo. Per questo, quando si ha una ripetizione o un'imitazione, sospettiamo che un meccanismo agisca dietro all'essere vivente. L'essere umano è capace di questa intuizione, e il riso si presenta come conseguenza: esso scioglie la contraddizione intuita tra vita e meccanismo. Bergson scrive: "Ridiamo tutte le volte che una persona ci dà l'impressione di una cosa". L'immagine centrale di questo capitolo è quindi quella di un meccanismo applicato al vivente, la trasfigurazione momentanea di una persona in cosa.

### Capitolo II

#### Il comico di situazione e di parola
Vengono descritti i procedimenti della ripetizione, dell’ inversione e dell’ interferenza delle serie, e infine analizzato il comico di parola.
La ripetizione, a questo punto di una situazione e non di parole o di personaggi come nel capitolo precedente, è una combinazione di circostanze che ritornano tali e quali a più riprese, opponendosi così al corso mutevole della vita. La vita, in contrario all'oggetto inanimato, non si ripete sempre uguale, è mutevole e diversificata. Quando una ripetizione accade, si intuisce il contrasto, e questa coincidenza fa ridere.
L'inversione è strettamente collegata alla ripetizione, e avviene quando una situazione viene rappresentata "al contrario", o i ruoli vengono invertiti.
L'interferenza della serie è l'effetto per il quale una situazione è comica quando appartiene contemporaneamente a due serie di eventi assolutamente indipendenti e può essere interpretata in due sensi del tutto diversi. Una scena viene presentata con due sensi diversi, il primo è quello che gli attribuisce l'attore, l'altro è quello che gli dà il pubblico. Ciò che fa ridere è proprio il fatto che i personaggi in scena non conoscano che un significato, quello da loro attribuito e probabilmente sbagliato, mentre lo spettatore è a conoscenza del reale senso. Lo spettatore si ritrova dunque a passare dal giudizio erroneo a quello vero, oscillando tra i due sensi, uno possibile -quello dell'attore- e uno reale -quello dello spettatore-; la sua mente oscilla quindi tra due interpretazioni opposte. L'equivoco, altra situazione che porta al riso, è un effetto del fenomeno dell'interferenza di due serie indipendenti.
Riguardo al comico di parola viene anzitutto fatta una distinzione tra la comicità espressa dal linguaggio e la comicità creata dal linguaggio. La prima è traducibile da una lingua all'altra, la seconda no, perché è prodotta dalla struttura della frase o dalla scelta delle parole. Questo secondo tipo è una comicità che ha luogo nel linguaggio stesso, e non esprime la comicità di un secondo elemento, descrivendo o mostrando per esempio qualcosa di comico in una situazione di persone umane. È il linguaggio stesso, in questo caso, a diventare comico. La frase e la parola infatti possiedono una forma comica indipendente.

### Capitolo III

#### Il comico di carattere
Ogni carattere è comico a condizione che con carattere si intenda quel che di precostituito vi è nella persona, ossia quel che in lui è allo stato di meccanismo già installato, in grado di funzionare automaticamente. L'obiettivo della grande commedia è quindi quello di dipingere dei caratteri, dei tipi generali. Un personaggio da commedia appare comico infatti quando in cui esibisce una certa rigidità psicologica, etica e comportamentale, quando agisce secondo schemi fissi di comportamento, secondo automatismi che lo portano a scontrarsi con il mondo circostante. La peculiarità della commedia sta nel mostrare le rigidità dei suoi personaggi come se fossero degli schemi predefiniti di comportamento nei quali essi di inseriscono esteriormente, senza venirne intaccati nella loro individualità più profonda. Essi non sono degli individui, bensì degli stereotipi, dei tipi, appunto dei caratteri. Sta qui la differenza fondamentale tra dramma e commedia: i protagonisti delle tragedie sono sempre delle individualità, dotate di una profondità e di una complessità di sfaccettature che li rende irripetibili. Nella commedia invece i personaggi agiscono con automatismi puramente meccanici ed esteriori, sono come dei burattini. Una delle forme più efficaci del comico è infatti quella che scaturisce dalla rappresentazione di un individuo come fosse un fantoccio articolato nelle mani di un vizio, di un’idea o, vuoi anche, di un individuo più astuto. Non è un caso che i titoli delle tragedie siano spesso nomi propri, mentre le commedie portano per lo più nomi comuni.

#### Il ruolo della commedia tra le arti
Anche la commedia, così come le altre forme d’arte, ci fornisce una conoscenza del mondo che la semplice vita quotidiana non è in grado di offrire. Essa però, a differenza delle altre arti, non sospende radicalmente le esigenze della vita. Consapevolmente o meno, continua a perseguire una certa forma di utilità: vuole correggere gli irrigidimenti contro la società, gli automatismi dell’agire. Per farlo, costruisce dei tipi. Non mira a pure individualità, come le altre arti, ma a degli stereotipi, che costruisce pezzo per pezzo, generalizzando. Osserva e generalizza. Non nasconde il desiderio di correggere. Svolge una funzione irrinunciabile per la vita degli uomini.